# Kaple Nejsvětější Trojice (Nebočady)
Kaple Nejsvětější Trojice v Nebočadech je malá barokní kaple stojící uprostřed návsi v Děčíně-Nebočadech asi 200 metrů od kostela sv. Vavřince. Je chráněna jako kulturní památka České republiky.

## Historie
Kaple vznikla patrně v době po velkém požáru obce v roce 1712, podobně jako blízký kostel sv. Vavřince. Fundátorkou mohla být hraběnka Adelheida Thunová. V období komunistické totality byla postupně devastována. Náves, na níž stojí kaplička, byla v minulosti přeměněna na točnu autobusů, což poškodilo kvůli zimnímu zasolování cest její fasádu. Větší opravy se dočkala až v letech 2012-2013, kdy jí dal vlastník, město Děčín, opravit. Liturgická oslava se koná první neděli po Letnicích na Slavnost Nejsvětější Trojice.

## Architektura
Kaple je čtvercová. Na bočních stěnách se nacházejí lizénové rámce a oválná okna. V průčelí kaple jsou pilastry. Kaple má obdélníkový portál a tabulový štít s kamenným reliéfem, na němž je vyobrazeno Korunování Panny Marie. Je ukončený zalomeným segmentem s koulemi na podstavcích. Po stranách štítu se nacházejí sochy sv. Josefa a sv. Jana Nepomuckého. Kaple má uvnitř valenou klenbu.